# Cafés Baqué (equipo ciclista)
El Cafés Baqué (código RFEC: BAQU), es un equipo ciclista español amateur. Creado el 17 de marzo de 1978, y con sede en la localidad vizcaína de Durango, es el equipo ciclista en activo más antiguo de Europa, con 31 temporadas en el pelotón. El presidente de la Fundación Baqué es Erkaitz Elkoroiribe, y los directores deportivos son Rubén Gorospe y Jon Zengotitabengoa. Toda su plantilla está compuesta por ciclistas sub-23.
Entre los ciclistas que tras correr en el equipo dieron el salto a profesionales destacan Julián Gorospe, Igor Astarloa, David Etxebarria, Iban Mayo, Joseba Beloki, Íñigo Landaluze, Mikel Zarrabeitia, Unai Etxebarria y Pedro Horrillo.
En 2008 celebró su 30.º aniversario con el Critérium Mitos del Ciclismo, en el que participaron entre otros los exciclistas Miguel Induráin, Abraham Olano, Marino Lejarreta, Julián Gorospe, Joseba Beloki, Iñaki Gastón, David Etxebarria, Mikel Zarrabeitia y Xabier Usabiaga; también participaron en los actos los ciclistas en activo Haimar Zubeldia, Pedro Horrillo, Ángel Vicioso, Íñigo Landaluze, Koldo Fernández de Larrea, David López, Iker Camaño y David Herrero.
Desde el 2023 están asociados con el Movistar Team para potenciar su juvenil, funcionando como filial.

## Corredor mejor clasificado en las Grandes Vueltas
| Año  | Giro de Italia | Tour de Francia | Vuelta a España    |
| ---- | -------------- | --------------- | ------------------ |
| 2003 | -              | -               | 8.º Félix Cárdenas |
| 2004 | -              | -               | 18.º David Plaza   |

## Equipo profesional
La formación tuvo también un equipo profesional durante dos temporadas (2003-2004), durante los cuales siguió existiendo el equipo amateur. Los mayores éxitos del Cafés Baqué profesional los logró Félix Cárdenas: ganó la etapa reina y la clasificación de la montaña de la Vuelta a España tanto en Vuelta a España 2003 como en Vuelta a España 2004.

### Clasificaciones UCI
A partir de 1999 y hasta 2004 la UCI estableció una clasificación por equipos divididos en tres categorías (primera, segunda y tercera). La clasificación del equipo y de su ciclista más destacado fue la siguiente:
| Año  | Categoría | Clasificación por equipos | Mejor corredor en la clasificación individual | Posición |
| 2003 | Segunda   | 10º                       | Félix Cárdenas                                | 41.º     |
| 2004 | Segunda   | 8º                        | Félix Cárdenas                                | 124.º    |

## Plantilla
Para años anteriores, véase Plantillas del Cafés Baqué

### Plantilla 2004 Master 30 Élite
- Miguel Ángel Lucena Estepa
- Borja Collado Larrauri
- Igor Plaza Uriarte
- Borja Abasolo Román
- Toni García Alcaraz
- Jesús García Ríos
- Luis Alberto Estévez Megías
- Juan Manuel Pérez Jiménez
- David Gutiérrez Palacios
- Francisco Javier Ferrer Poyato